# Xương rồng lược
Xương rồng lược (danh pháp hai phần: Mammillaria pectinifera) là một loài thực vật có hoa trong họ Cactaceae. Loài này được F.A.C. Weber mô tả khoa học đầu tiên năm 1898.

## Hình ảnh

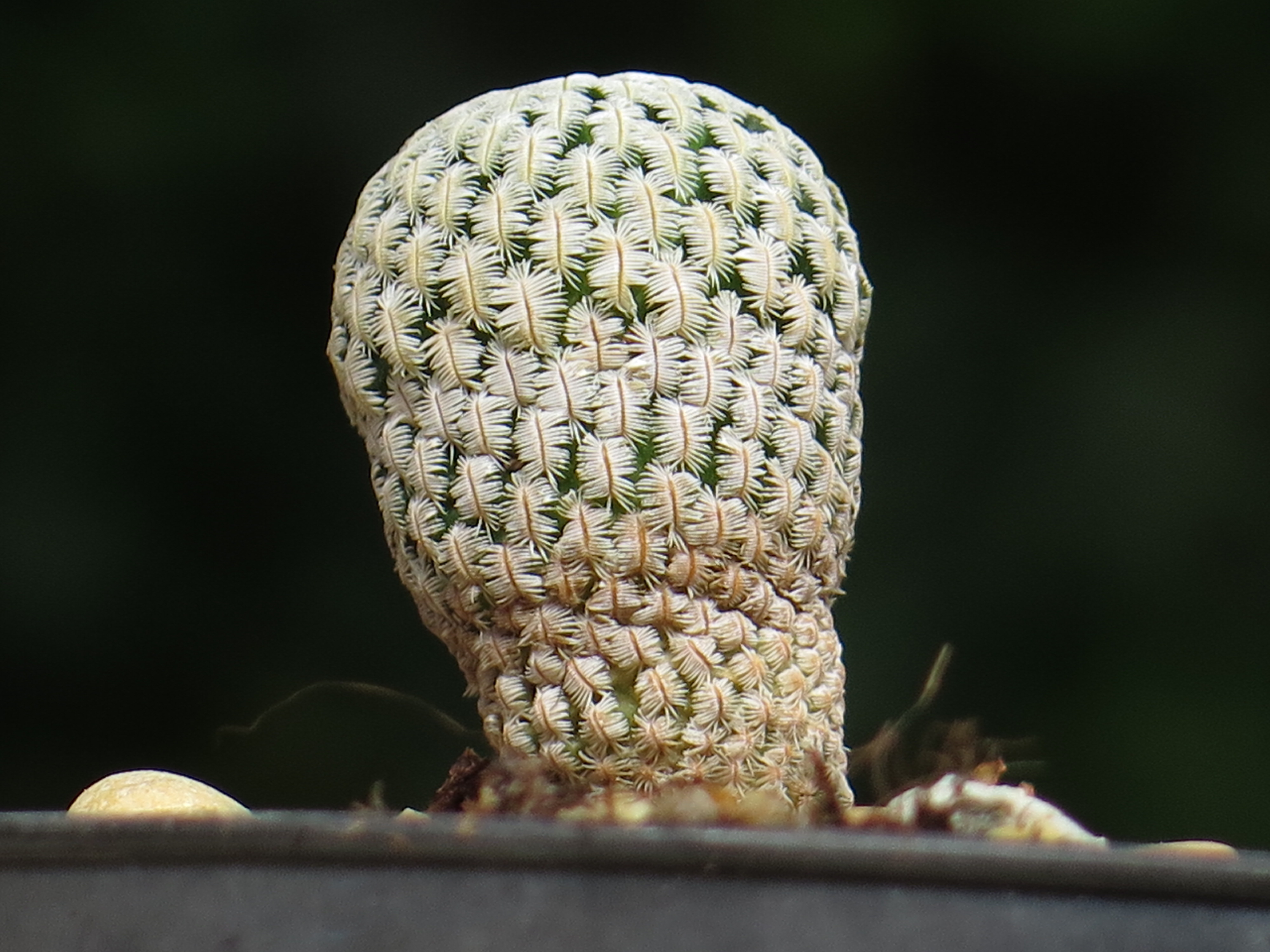
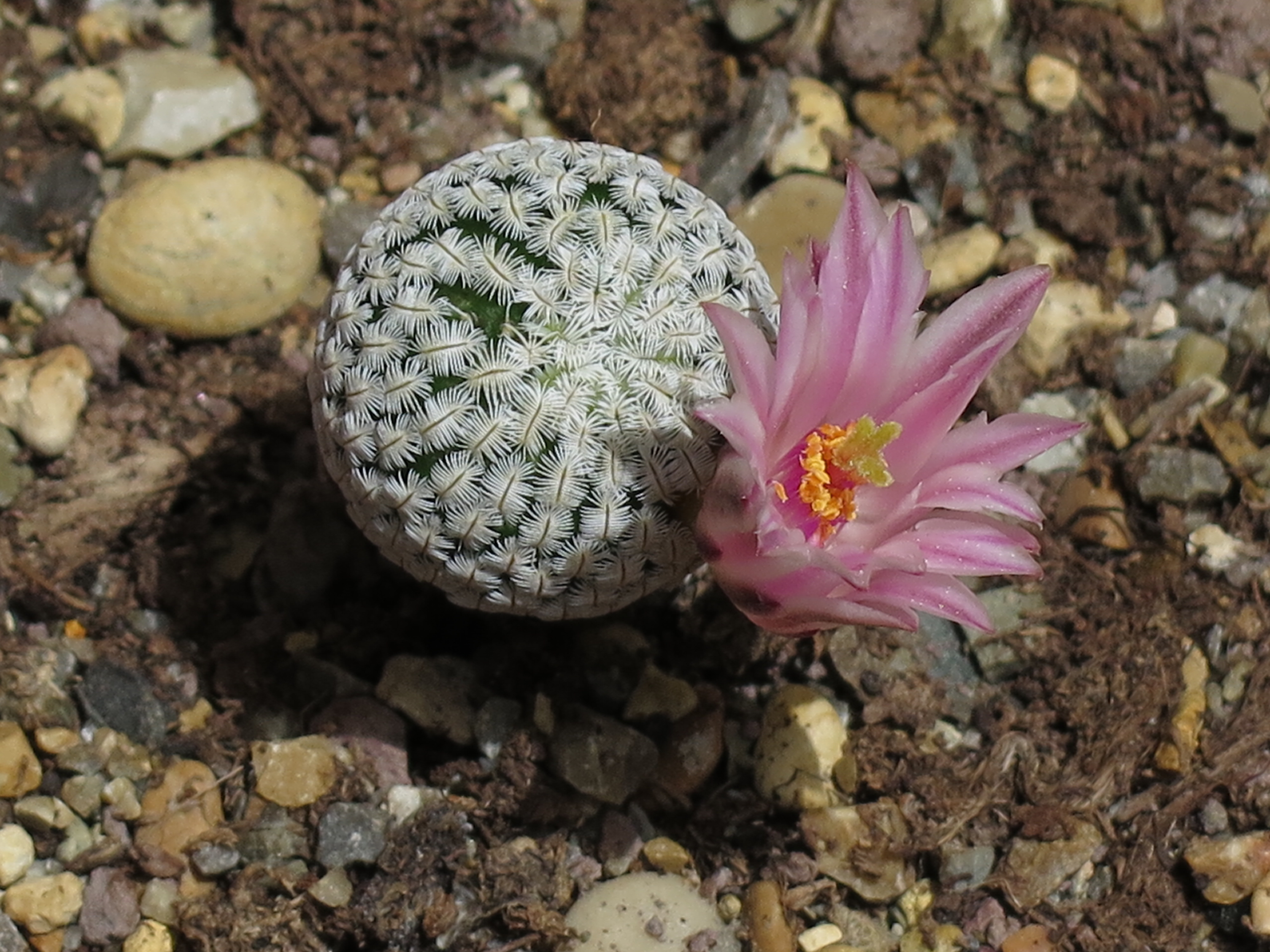